# Viktor Brand
Viktor Carel Brand (Deventer, 19 februari 1971) is een Nederlands televisiepresentator. Hij kreeg bij het grote publiek vooral naamsbekendheid door zijn rol als presentator in het SBS6 programma Shownieuws.

## Biografie
Brand was leerling bij het Geert Groote College. Na een opleiding tolk/vertaler in Maastricht en een opleiding journalistiek aan de School of Media in Zwolle wilde Brand iets met televisie gaan doen. Hij kwam eerst bij de sportredactie van RTL 4 en na een aantal verhuizingen van sportredactie naar sportredactie belandde Brand bij SBS6 waar hij veel verschillende programma's heeft gepresenteerd.
Hij woont samen met zijn vriend André. In het verleden had hij een relatie met oud-tennisster Kristie Boogert.

## Televisiecarrière

### Beginjaren
Brand verscheen voor het eerst op de televisie in 1997 waar hij voor het eerst te zien was als presentator in het RTL 4 programma Tennis Report, dit programma kreeg later in 1998 bij SBS6 een vervolg genaamd Game Set and Match. Daarna verscheen Brand vaker als presentator op televisie zo was hij van 1998 tot en met 2007 te zien als presentator bij SBS Sport en van 2003 tot en met 2004 te zien in Temptation Island. Brand presenteerde van maart 2003 tot en met september 2012 de vroege editie van Shownieuws. Na de vernieuwingsslag die de nieuwe directie van SBS maakte bij Shownieuws en Hart van Nederland keerde Brand niet meer terug als presentator. Drie jaar later in 2015 werd echter bekendgemaakt dat Brand later dat jaar weer terug zou keren.
In 2007 was Brand een van de deelnemers aan het programma So You Wanna Be a Popstar, hij eindigde uiteindelijk op de derde plaats. In 2008 presenteerde Brand, samen met Gerard Joling, het programma Holland's Got Talent. Hierin was hij bij de audities in Hilversum achter de schermen actief en interviewde hij de kandidaten. Eind 2008 vormde Brand een presentatieduo met Tooske Ragas voor Het Nationale Verkeersexamen. Tevens was hij in 2008 en 2009 te zien in het programma De Nieuwe Uri Geller, waarin hij assisteerde bij bepaalde acts. In het voorjaar van 2009 en 2010 presenteerde Brand het programma Lachend het jaar in!. Datzelfde jaar presenteerde hij de verbouwingswedstrijd Verbouwers XXL. Brand was van 2010 tot en met 2013 meerdere seizoenen te zien in het woonprogramma Huizenjacht wat hij presenteerde.

### 2011 t/m 2015
Eind 2011 was hij als presentator te zien in het programma Wat zou jij doen met die poen?. Brand gaf kandidaten de kans om 10.000 euro uit te geven. Zij moesten dan echter wel een origineel plan voorleggen aan de drie panelleden Saar Koningsberger, Hans Kraay jr. en Dennis van der Geest. In 2011 presenteerde Brand het muzikale programma Het Staatsloterij Oudejaarsfeest samen met Tooske Ragas. Tevens was hij van 2011 tot en met 2012 regelmatig te zien als inval-presentator voor het programma De 25. In het najaar van 2012 presenteerde hij het programma Omdat ik aan je denk, waarin hij spontane gesprekken voerde met mensen op straat. In 2012 presenteerde Brand het programma De Ideale Zaterdagavond. Elke week kijkt hij bij twee bekende Nederlanders thuis naar voor hun memorabele tv-momenten. Vanaf maart 2012 vormde Brand samen met Tooske Ragas een presentatieduo voor het programma Je Idool op het Spoor. Hierin namen twee teams het wekelijks tegen elkaar op om hun grootste droom te laten uitkomen: een privéoptreden van hun favoriete artiest.
Brand was in 2015 deelnemer aan het 15e seizoen van Wie is de Mol?, hij viel in de vijfde aflevering af. In het voorjaar van 2015 presenteerde Brand het programma Hoeveel Ben Je Waard? en verder was hij op de buis met Schoon Genoeg, waarin mensen die in een overvol huis wonen werden gekoppeld aan obsessieve schoonmakers. Brand was tevens een van de presentatoren van het programma Thuis op Zondag en presenteerde De Lijfshow: Van Top Tot Teen.

### 2016 t/m heden
In 2016 kreeg Brand een nieuw programma erbij: Mr. Frank Visser doet uitspraak, hierin in lost hij met rechter Frank Visser conflicten op. Ook presenteerde hij het derde seizoen van VTwonen en vormde hij later dat jaar met Patty Brard een presentatieduo voor het eenmalige programma Mud masters VIPS: helden over de hindernis. In december 2016 presenteerde hij samen met Patty Brard, Kees Tol, Kim-Lian van der Meij, Airen Mylene, Irene Moors en Marlayne Sahupala het eenmalige televisie programma SBS Sterren Surprise. In het voorjaar van 2017 was Brand als voice-over te horen in het nieuwe programma van rechter Frank Visser genaamd Mr. Frank Visser rijdt visite. Later dat jaar was Brand weer te zien als presentator in het woonprogramma Huizenjacht. Tevens was Brand te zien als presentator van de programma's Boswachter gezocht en Klasgenoten.
In 2018 kreeg Brand twee nieuwe programma's op SBS6. Zo was hij als presentator te zien in de programma's  Mr. Frank Visser: hoe is het nu met? en De wereld volgens 80-jarigen. Ook presenteert hij in 2018 weer een reeks nieuwe afleveringen van De Lijfshow: Van Top Tot Teen.

## Televisie
| Televisie als presentator | Televisie als presentator                  | Televisie als presentator                                                               |
| Jaar                      | Productie                                  | Opmerkingen                                                                             |
| ------------------------- | ------------------------------------------ | --------------------------------------------------------------------------------------- |
| 1997                      | Tennis Report                              | Vormde een presentatieduo met Celeste van Beek                                          |
| 1998                      | Game Set and Match                         | Vervolg op Tennis Report maar dan op SBS6                                               |
| 1998-2007                 | SBS Sport                                  | Diverse sportprogramma's zoals voetbal en autosporten                                   |
| 2003-2004                 | Temptation Island                          | Vormde een presentatieduo met Tine van den Brande                                       |
| 2003-2012, 2015-2017      | Shownieuws                                 | Vormde presentatieduo's met onder andere Gerard Joling, Patty Brard en Evert Santegoeds |
| 2008                      | Holland's Got Talent                       | Vormde een presentatieduo met Gerard Joling                                             |
| 2008                      | Het Nationale Verkeersexamen               | Vormde een presentatieduo met Tooske Ragas                                              |
| 2009-2010                 | Lachend het jaar in!                       | Komisch programma op SBS6                                                               |
| 2009                      | Verbouwers XXL                             | Klusprogramma op SBS6                                                                   |
| 2010-2012, 2017           | Huizenjacht                                | Een van de presentatoren                                                                |
| 2011                      | Wat zou jij doen met die poen?             | Eén seizoen op SBS6                                                                     |
| 2011                      | Het Staatsloterij Oudejaarsfeest           | Vormde een presentatieduo met Tooske Ragas                                              |
| 2011-2012                 | De 25                                      | Inval-presentator                                                                       |
| 2012                      | Omdat ik aan je denk                       | Eén seizoen op SBS6                                                                     |
| 2012                      | De Ideale Zaterdagavond                    | Brand gaat op bezoek bij diverse BN'ers                                                 |
| 2012                      | Je Idool op het Spoor                      | Vormde een presentatieduo met Tooske Ragas                                              |
| 2015 en 2018              | De Lijfshow: Van Top Tot Teen              | Twee seizoenen op SBS6                                                                  |
| 2013-2016                 | Weer verliefd op je huis                   | Drie seizoenen op SBS6                                                                  |
| 2015-heden                | Hoeveel Ben Je Waard?                      | Vier seizoenen op SBS6                                                                  |
| 2015-2016                 | Schoon Genoeg                              | Twee seizoenen op SBS6                                                                  |
| 2015-2016                 | Thuis op Zondag                            | Een van de presentatoren                                                                |
| 2016-heden                | Mr. Frank Visser doet uitspraak            | Vormt een presentatieduo met rechter Frank Visser                                       |
| 2016-2017                 | Mud Masters VIPS: helden over de hindernis | Vormde een presentatieduo met Patty Brard (2016) en Kim-Lian van der Meij (2017)        |
| 2016                      | SBS Sterren Surprise                       | Een van de presentatoren                                                                |
| 2017                      | Boswachter gezocht                         | Eén seizoen op SBS6                                                                     |
| 2017-heden                | Mr. Frank Visser rijdt visite              | Alleen als voice-over te horen                                                          |
| 2017                      | Klasgenoten                                | Eén seizoen op SBS6                                                                     |
| 2018-heden                | Mr. Frank Visser hoe is het nu met?        | Twee seizoenen op SBS6                                                                  |
| 2018                      | De wereld volgens 80-jarigen               | Eén seizoen op SBS6                                                                     |
| 2019                      | 6 Inside                                   | Invaller op SBS6                                                                        |
| 2019                      | Helden door de modder VIPS                 | Samen met Kim-Lian van der Meij                                                         |
| 2020-heden                | Mr. Frank Visser: wordt u al geholpen?     | Sinds eind september verwelkomt Brand de gasten die voor advies komen.                  |
| 2021-2023                 | IJsmeesters: een koud kunstje              | Twee seizoenen bij SBS6                                                                 |
| 2021-heden                | Je huis op orde                            | SBS6                                                                                    |
| 2024                      | Een plek onder de zon                      | Eén seizoen bij Net5                                                                    |
| 2024                      | De beste wensen                            | Een van de presentatoren                                                                |
| Televisie als deelnemer   |                                            |                                                                                         |
| Jaar                      | Productie                                  | Opmerkingen                                                                             |
| 2007                      | So You Wanna Be a Popstar                  | Eindigde op de derde plaats                                                             |
| 2008-2009                 | De nieuwe Uri Geller                       | Assisteerde bij bepaalde acts                                                           |
| 2011                      | Ik hou van Holland                         | Deelnemer                                                                               |
| 2012                      | De Lijf Show                               | Vormde een team met Patty Brard                                                         |
| 2014                      | Weet Ik Veel                               | Eindigde op de derde plaats                                                             |
| 2015                      | Alles mag op vrijdag                       | Team Gerard met Mike Weerts                                                             |
| 2015                      | Wie is de Mol?                             | Viel in de vijfde aflevering af                                                         |
| 2015                      | De Jongens tegen de Meisjes                | Team Tijl - Verliezende team                                                            |
| 2017                      | Zullen we een spelletje doen?              | Team Simon                                                                              |
| 2021                      | Code van Coppens: De wraak van de Belgen   | Deelnemers-duo met Jan Versteegh                                                        |
| 2021                      | Radio 10 Songfestivalquiz                  | Deelnemers-duo met Martien Meiland                                                      |
| 2024                      | Chateau Meiland VIPS                       | Gast                                                                                    |
| 2024                      | Ik hou van Holland                         | Deelnemer                                                                               |
| 2024                      | 30 Seconds                                 | Deelnemer                                                                               |

## Trivia
- In oktober 2024 vertolkte Brand de rol van brandweerman in de bioscoopfilm De Grote Sinterklaasfilm: Stampij in de bakkerij.